# Танцоров, Григорий Васильевич
Григо́рий Васи́льевич Танцоро́в (20 сентября 1908, село Золотое, Саратовская губерния — 10 марта 1944) — младший лейтенант, командир батареи самоходных артиллерийских установок, Герой Советского Союза.

## Биография
Родился 20 сентября 1908 года в селе Золотое (ныне Красноармейского района Саратовской области) в семье служащего. Русский. Жил в Саратове. Окончил 2 курса политехникума в городе Перми. Работал в речных пароходствах. В Красной Армии с мая 1942 года.
На фронте в Великую Отечественную войну с июня 1942 год. Окончил Ростовское артиллерийское училище в 1943 году.
Командир батареи самоходных артиллерийских установок (САУ) 13-й гвардейской танковой бригады (4-й гвардейский танковый корпус, 60-я армия, 1-й Украинский фронт) гвардии младший лейтенант Танцоров отличился в боях 6—10 марта 1944 года при освобождении железнодорожной станции Збараж и города Тернополь: батарея нанесла противнику значительный урон в живой силе и боевой технике. Погиб 10 марта 1944 года.
Звание Героя Советского Союза присвоено 29 мая 1944 года (посмертно).
Похоронен в Старом парке Тернополя.

## Награды
- Медаль «Золотая Звезда» Героя Советского Союза (29.05.1944)[1][3];
- орден Ленина (29.05.1944);
- орден Отечественной войны 2-й степени (26.03.1944)[5];
- почётный гражданин Тернополя.

## Память
- Именем Героя названы улицы в селе Золотое, городах Красноармейск, Пермь и Тернополь. В его честь назван прогулочный теплоход, который ходит по Тернопольскому озеру.
- Мемориальная доска в память о Танцорове установлена Российским военно-историческим обществом на здании Золотовской средней школы, где он учился.